# 垂井町立北中学校
垂井町立北中学校（たるいちょうりつ きたちゅうがっこう）は、岐阜県不破郡垂井町にある公立中学校。
岩手小学校及び府中小学校の児童が進学する。

## 沿革
- 1976年（昭和51年）
  - 4月1日 - 垂井町立北中学校として開校する。校区は岩手地区（旧・岩手中学校校区）と府中地区（不破中学校校区の一部）。校舎未完成のため、教室は旧・岩手中学校と不破中学校を使用。
  - 4月6日 - 開校式を行う。
  - 5月31日 - 校舎が完成し、生徒が移る。
  - 7月20日 - プールが完成。
  - 7月31日 - 体育館が完成。
- 1988年（昭和63年）1月31日 - 校舎を増築する。

## 著名な出身者
- 髙木翔斗（プロ野球選手）

## 学区
北中学校の学区は、垂井町の7つの小学校校区のうち2つの校区（垂井町立府中小学校・垂井町立岩手小学校）からなる。

## 海外交流活動
- 1991年（平成3年）から2019年（令和元年）までカナダ国カルガリー市へ派遣され、ホームステイなどを行う[1]。（垂井町立不破中学校の生徒と合同）